# Florbalová hůl

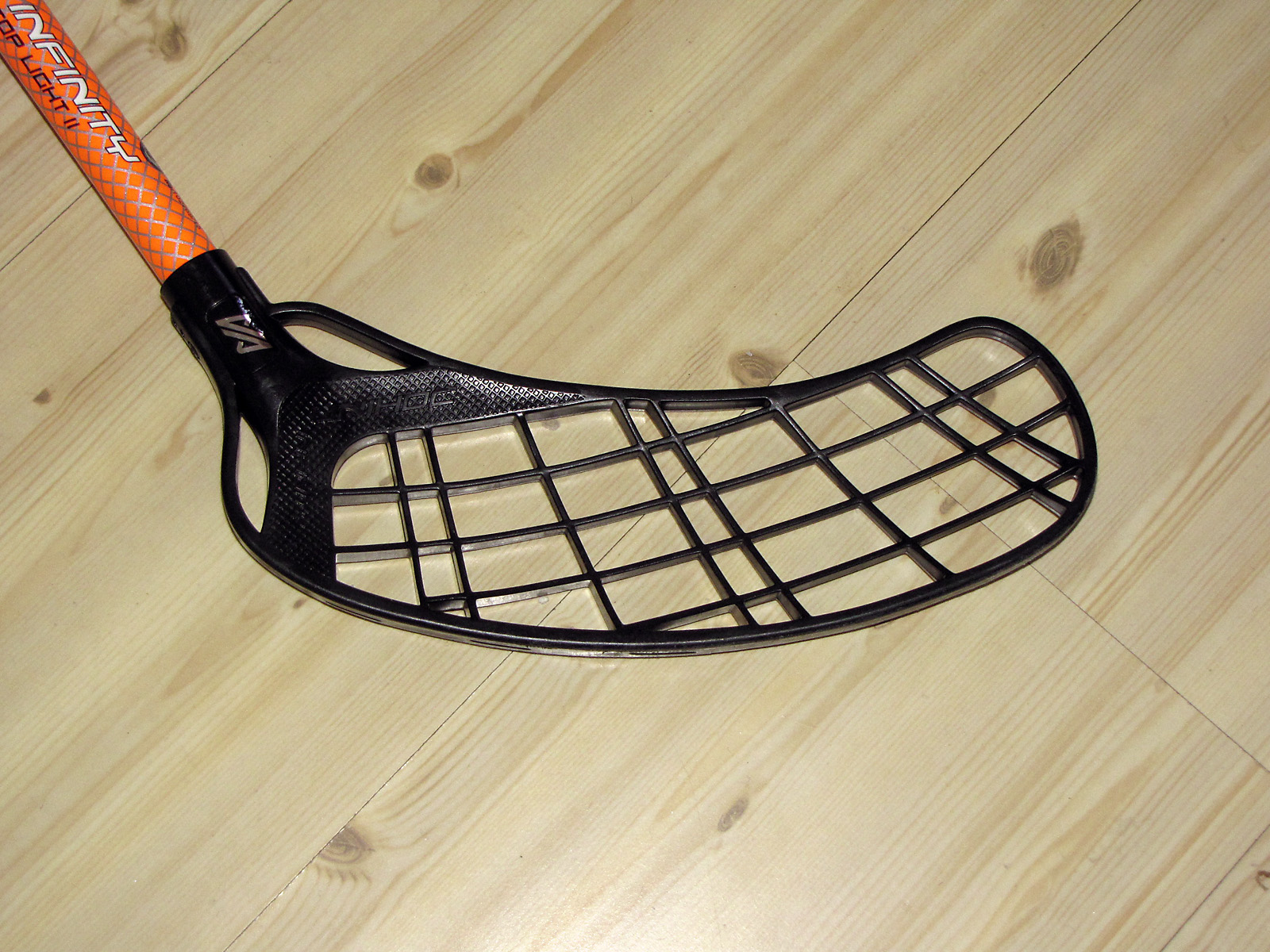
Čepel florbalové hole

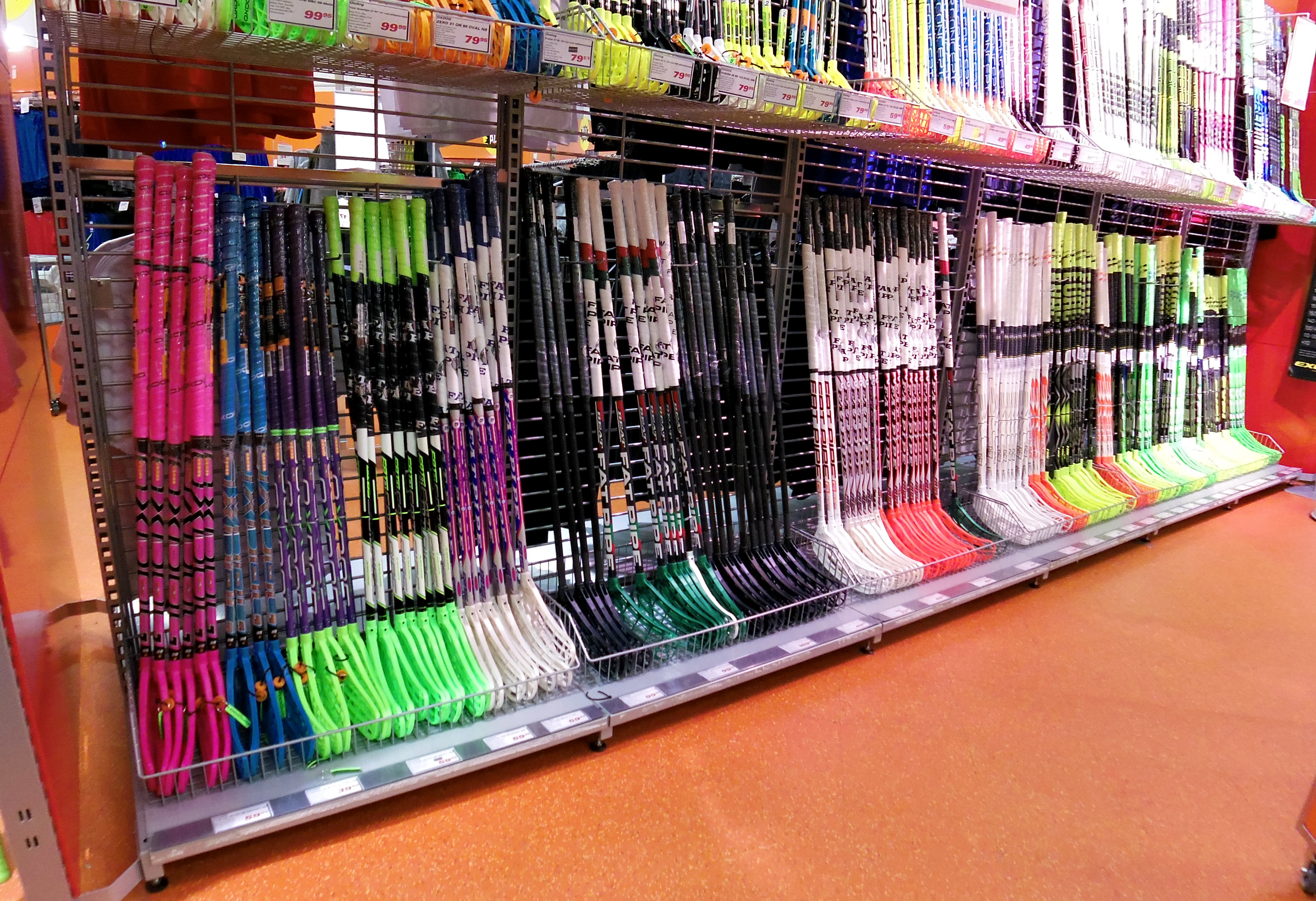
Nabídka florbalových holí

Florbalová hůl (florbalka) se používá pro hraní sálového sportu florbal. Dělíme je podle několika kritérií:

## Zahnutí čepele
na florbalce se určuje podle ruky, která drží hůl níže:
- LEVÉ zahnutí – levá ruka je dole
- PRAVÉ zahnutí – pravá ruka je dole

## Délka hole
Délka hole je u každého hráče individuální, ale převážně platí, že hůl by měla dosahovat od země cca 5 cm na pupík hráče. V další části je doporučená délka hole dle výšky florbalisty.
| Výška hráče | Délka hole bez čepele |
| ----------- | --------------------- |
| 110 cm      | 50–55 cm              |
| 115 cm      | 50–55 cm              |
| 120 cm      | 55–60 cm              |
| 125 cm      | 60–67 cm              |
| 130 cm      | 70–77 cm              |
| 135 cm      | 70–80 cm              |
| 140 cm      | 80–82 cm              |
| 145 cm      | 80–82 cm              |
| 150 cm      | 85–87 cm              |
| 155 cm      | 85–90 cm              |
| 160 cm      | 90–92 cm              |
| 165 cm      | 90–92 cm              |
| 170 cm      | 91–95 cm              |
| 175 cm      | 95–96 cm              |
| 180 cm      | 95–98 cm              |
| 185 cm      | 95–103 cm             |
| 190 cm      | 100–103 cm            |
| > 195 cm    | 103–105 cm            |

Správná délka je důležitá ke kontrole míčku i k přesné střele. Ovšem je samozřejmě jen na Vás, jakou délku hokejky zvolíte, ale tady jsou důvody, proč je pro hráče důležitá délka hole:
Dlouhá hokejka
1. pomalá práce s míčkem
2. špatná střelba
3. míček daleko od těla

Krátká hokejka
1. malý dosah
2. nebezpečí zranění zad

## Správná tvrdost hole
Správná tvrdost by Vám měla pomoci dostat z florbalky to nejlepší. Například, když zvolíte příliš tvrdý shaft, než by měl mít, hůl se při střele tolik neprohne a střela je pomalejší. Čím větší je Vaše síla, tím tvrdší by měla být i florbalka. Naopak, pokud zvolíte příliš měkký shaft, prohnete jej moc a potom zároveň dochází i ke kroucení čepele a střely nemají správný směr.
Tvrdost florbalové hole je značena čísly od 23 do 40. Toto číslo udává počet milimetrů, o které se hůl prohne, při působení síly 300 N, tedy zátěže o hmotnosti 30 kg. Čím vyšší je číslo udávající tvrdost, tím je hůl měkčí a hůl se více při střele prohne a naopak čím je nižší číslo, tím je hůl tvrdší a neprohne se tolik při střele či nahrávce.
| Hmotnost hráče | Tvrdost hokejky |
| -------------- | --------------- |
| 0–50 kg        | 32–40 mm        |
| 50–60 kg       | 30–32 mm        |
| 60–75 kg       | 27–30 mm        |
| 75–90 kg       | 25–27 mm        |
| Nad 90 kg      | 23–25 mm        |

## Správná tvrdost čepele
Čepele rozdělujeme do tří základních kategorií podle tvrdosti materiálu, ze kterého jsou vyrobeny:
- Měkká čepel – výborná kontrola a ovladatelnost míčku, vhodná pro technické hráče, ideální pro střely tahem, bezproblémové přijetí nahrávky. Volba pro hráče, kteří si rádi s míčkem hrají a zároveň pro střelbu z bližší vzdálenosti. Při střele příklepem se může špička čepele „zkroutit“ a střela pak není přesná. Označení na čepeli je SB.
- Středně tvrdá čepel – nejpoužívanější typ čepele, která zachovává výbornou kontrolu nad míčkem, ale zároveň umožňuje i razantní střelbu. Univerzální tvrdost pro většinu hráčů. Ideální pro kombinaci technického stylu a střel zápěstím či tahem. Pro občasnou střelbu golfem. Označení na čepeli je MB.
- Tvrdá čepel – čepel z tvrdého materiálu umožní tvrdší střelbu příklepem, nekroutí se a déle bude držet výrobní tvar. Tvrdý materiál vyžaduje zručnost při příjmu nahrávek, protože míček má tendenci odskakovat. Ideální pro tvrdou střelbu příklepem z delší vzdálenosti. Označení na čepeli je HB.

## Materiál hole
Při výběru hole hraje roli materiál, ze kterého je hůl vyrobena. Materiál určuje zejména celkovou hmotnost hole. Výdrž holí je vždy stejná, ať se jedná o základní kompozitový materiál, či dražší karbonový materiál. U dražších materiálů se připlácí za nižší hmotnost, která přináší lepší pocit kontroly nad míčkem.
- Kompozit – Kompozitový materiál je základním materiálem pro florbalové hole. Je charakteristický svoji odolností a pevností.
- Karbon – Z karbonu je vyrobena převážná část florbalových holí. I v případě, že v popisu se udává karbon nebo také grafit, vždy se jedná o směs kompozitu s karbonem. U nejdražších a nejlehčích holí je tento poměr 85 % karbonu a 15 % kompozitu. Pro karbon je typická nízká hmotnost při zachování vysoké pevnosti. Karbon výborně absorbuje nárazy a otřesy, což pocítíte při střelách příklepem, kdy se Vám do dlaní vrací minimum energie.